# Jüdische Friedhöfe (Aplerbeck)
Zwei jüdische Friedhöfe wurden seit der Mitte des 19. Jahrhunderts im Stadtteil Aplerbeck der Stadt Dortmund eingerichtet.

## Alter Friedhof

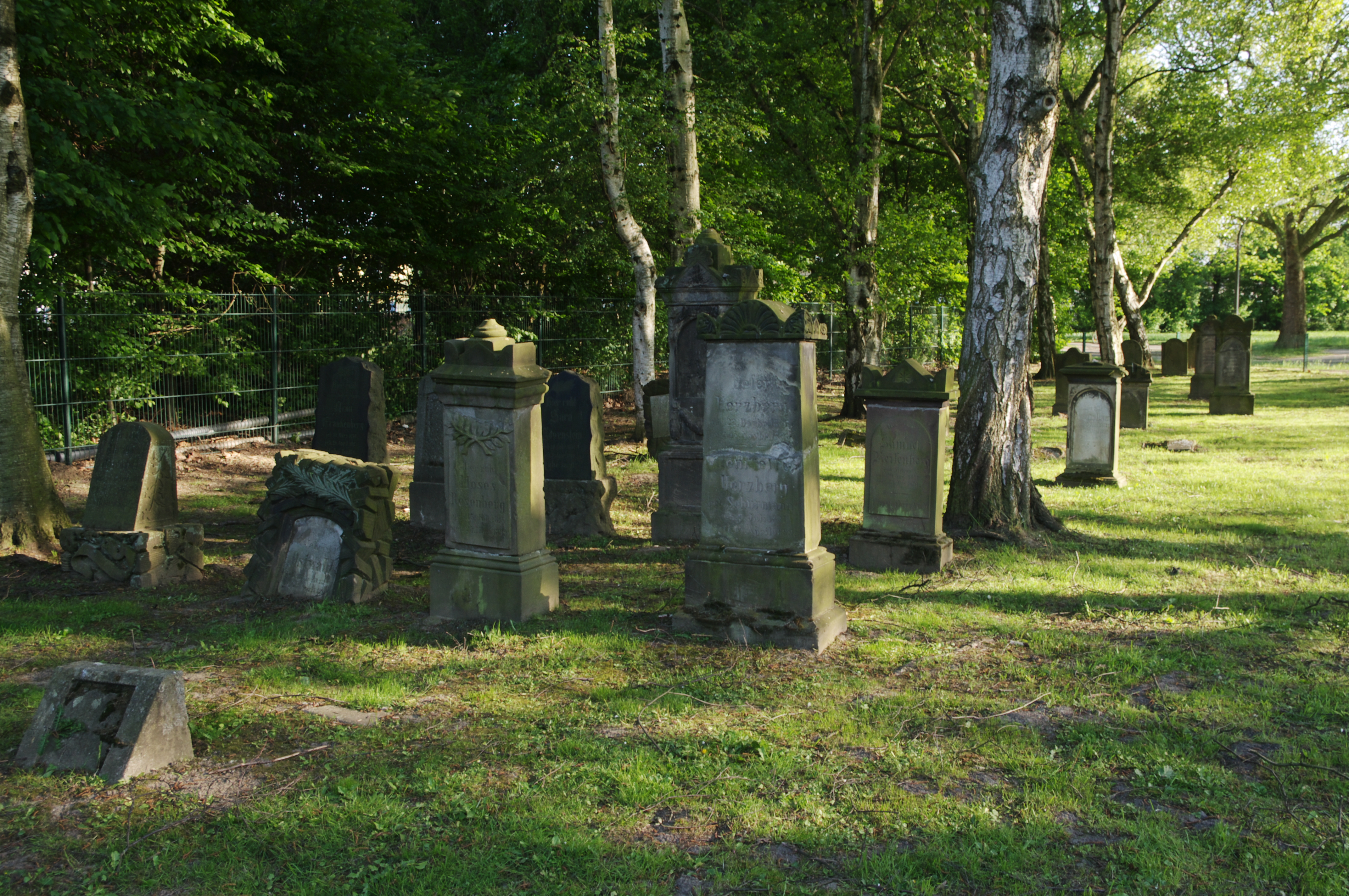
Alter Friedhof an der Schweizer Allee

Der 325 m² große Friedhof liegt an der Schweizer Allee, nahe der Canarisstraße (Lage). Über seine Eröffnung liegen keine gesicherten Daten vor. Ein vorwiegend hebräisch beschrifteter Stein trägt das Datum 11. Februar 1855. Insgesamt existieren 26 Grabsteine. 
Im Jahre 1926 wurde dieser Friedhof geschlossen. Das mit Birken bestandene und grasbewachsene Gelände, ursprünglich mit einem Holzzaun umschlossen, ist heute mit einem Metallgitterzaun eingefriedet. Die Grabsteine weisen Spuren von Zerstörungen auf und sind teilweise überwuchert.
Der Friedhof ist als Baudenkmal in die Denkmalliste der Stadt Dortmund eingetragen.

## Kommunalfriedhof

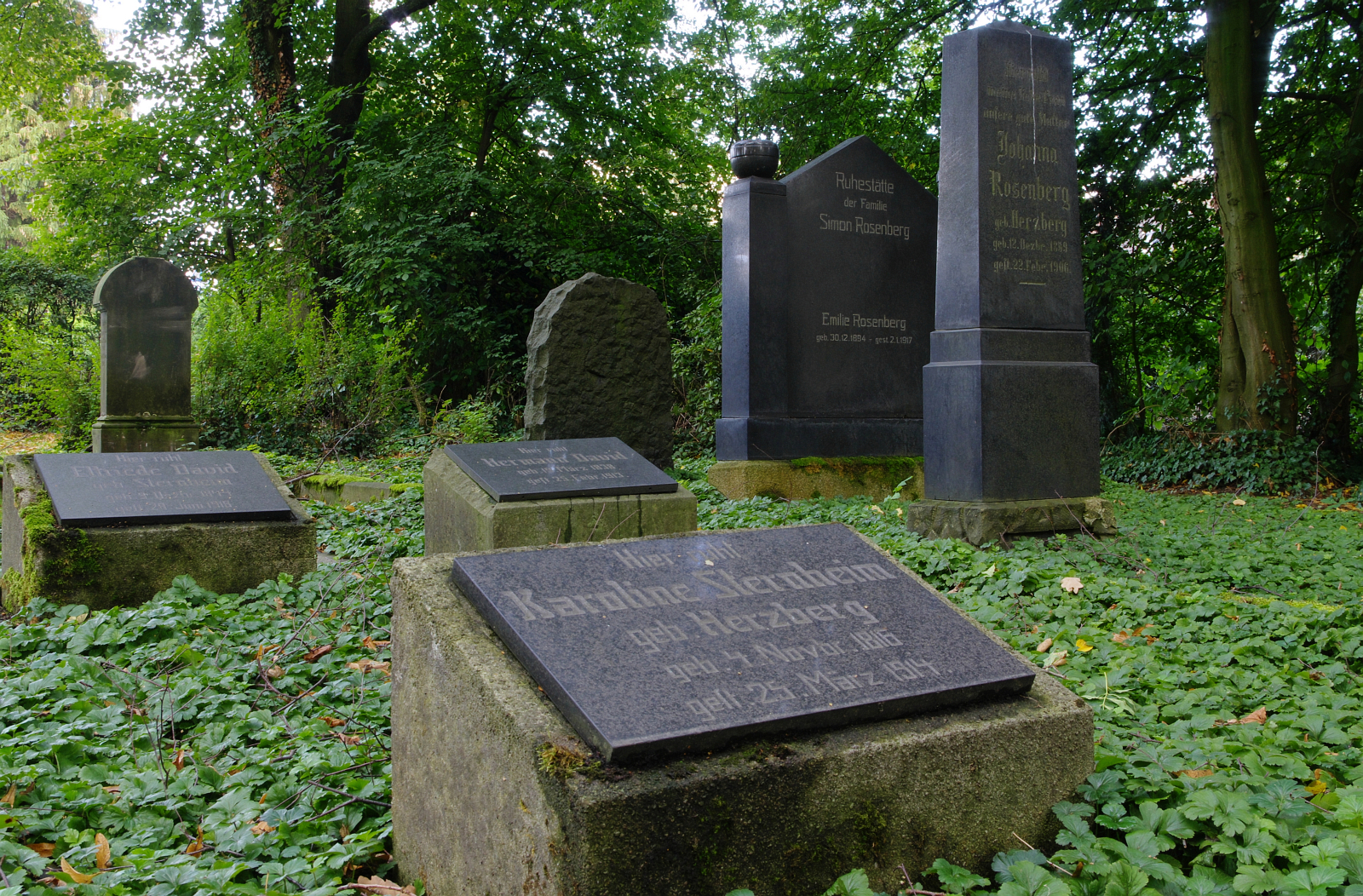
Jüdische Grabstätten auf dem Kommunalfriedhof Aplerbeck-Mitte

Der Friedhof liegt im nordöstlichen Teil des Kommunalfriedhofes an der Köln-Berliner Straße (Lage). Das 200 m² große Gelände ist vom christlichen Teil nicht abgegrenzt.
Im Jahre 2001 befanden sich 18 Grabsteine auf dem Friedhof. Der älteste erhaltene, stammt von der am 4. Dezember 1905 gestorbenen Ida Rosenthal, der jüngste von  Sally Sternheim († 16. Januar 1939). 
Bereits zuvor, war der am 23. Oktober 1903 verstorbene Salomon Löwenstein beigesetzt worden und zuletzt die am 14. November 1939 gestorbene Rosa Herzberg geb. Salomon.
Die 18 Grabmale der jüdischen Abteilung sind gemeinsam mit weiteren Teilen des Kommunalfriedhofs Aplerbeck als Baudenkmal in die Denkmalliste der Stadt Dortmund eingetragen.